# Ameri Tbilisi
SK Ameri Tbilisi (gruz. სკ ამერი თბილისი) – gruziński klub piłkarski, z Tbilisi.

## Historia
Klub został założony 5 kwietnia 2002 jako Ameri Tbilisi. W sezonie 2002/03 występował w lidze regionalnej i zdobył awans w drugiej lidze gruzińskiej. Sezon później klub zajął 12. miejsce w tabeli ze wszystkich, 16 zespołów. W 2004/05 awansował do Umaglesi Liga. W sezonie 2006/07 zajął 3. miejsce w lidze i awansował do 1. rundy kwalifikacyjnej o Puchar UEFA. Tam jednak zespół z Tbilisi przegrał dwumecz z GKSem Bełchatów po rzutach karnych w rewanżu.
W sezonie 2007/08 zajął 5. miejsce i spadł do Pirveli Liga.

## Sukcesy
- Mistrzostwa Gruzji:

brązowy medalista: 2006/07
- Puchar Gruzji:

zdobywca: 2005/06, 2006/07
finalista: 2007/08
- Superpuchar Gruzji:

zdobywca: 2005/06, 2006/07

## Europejskie puchary
Legenda do wszystkich tabel:
- Q – runda eliminacyjna, 1/16, 1/8, 1/4, 1/2 – odpowiednia faza rozgrywek, Grupa – runda grupowa, 1r gr – pierwsza runda grupowa, 2r gr – druga runda grupowa, F – finał, R – runda, PO – play-off
- k. – rzuty karne, los. – losowanie, Dogr. – dogrywka, w. – zasada bramek strzelonych na wyjeździe

| Sezon   | Rozgrywki   | Runda | Klub          | Dom | Wyjazd | Ogólnie     |
| ------- | ----------- | ----- | ------------- | --- | ------ | ----------- |
| 2006/07 | Puchar UEFA | 1R    | Bananc Erywań | 0–1 | 2–1    | 2–2, w.     |
| 2006/07 | Puchar UEFA | 2R    | Hertha BSC    | 2–2 | 0–1    | 2–3         |
| 2007/08 | Puchar UEFA | 1Q    | GKS Bełchatów | 2–0 | 0–2    | 2–2, k: 2–4 |